# Шмидт, Василий Владимирович
Васи́лий Влади́мирович Шмидт (17 (29) декабря 1886, Санкт-Петербург — 29 июля 1938) — советский государственный и общественный деятель. Член ЦИК СССР 2—6 созывов. Член ЦК ВКП(б) (1918—1919, 1925—1930), кандидат в члены ЦК ВКП(б) (1919—1920, 1921—1923, 1924—1925, 1930—1934), кандидат в члены Оргбюро ЦК ВКП(б) (1921—1922, 1926—1930). Репрессирован.

## Биография
Немец. Родился в семье домработницы.  
В 1904 году окончил 4-х классное городское училище.

### Революционная деятельность
- 1905 г. — вступил в РСДРП.
- 1905—1907 гг. — агент, слесарь на железной дороге.
- 1907—1911 гг. — в эмиграции, маляр в Германии.
- 1911—1914 гг. — слесарь механической мастерской Петербургского арсенала, одновременно секретарь Союза металлистов Выборгского района Петербурга, затем секретарь Союза металлистов Петербурга.
- 1914—1915 гг. — в ссылке в Екатеринославе.
- 1915—1916 гг. — сбежал в Петроград, секретарь Петроградского комитета РСДРП(б). Дважды арестовывался в декабре 1915 и декабре 1916 годов.
- С февраля 1917 г. секретарь Петроградского комитета РСДРП(б) и Центрального совета профсоюзов Петрограда, член Петроградского Военно-революционного комитета.

## На государственной и профсоюзной работе
- ноябрь 1917—октябрь 1918 — заместитель наркома труда РСФСР.
- 1918—1928 гг. — нарком труда РСФСР, а с июля 1923 г. и СССР, одновременно член Президиума и секретарь ВЦСПС.
- 1928—1930 гг. — заместитель Председателя СНК СССР.
- 1930—1931 гг. — заместитель наркома земледелия СССР.
- 1931—1933 гг. — Главный арбитр при СНК СССР.
- С 1933 г. на хозяйственной работе в Приморье.

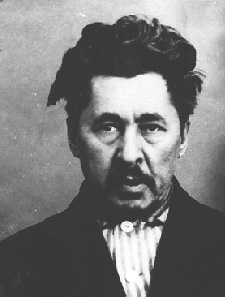
Василий Владимирович Шмидт, 1937

Примыкал к правому уклону в ВКП(б), но вскоре отошёл от него.

## Арест
Арестован 5 января 1937 года. Осужден 3 июня 1937 года к 10 годам тюремного заключения, 28 января 1938 года приговорен к высшей мере и расстрелян в тот же день. Реабилитирован 30 июля 1957 года.